# Leptocuma kinbergii
Leptocuma kinbergii är en kräftdjursart som beskrevs av Sars 1873. Leptocuma kinbergii ingår i släktet Leptocuma och familjen Bodotriidae. Inga underarter finns listade i Catalogue of Life.